# 히지카타 가쓰히사

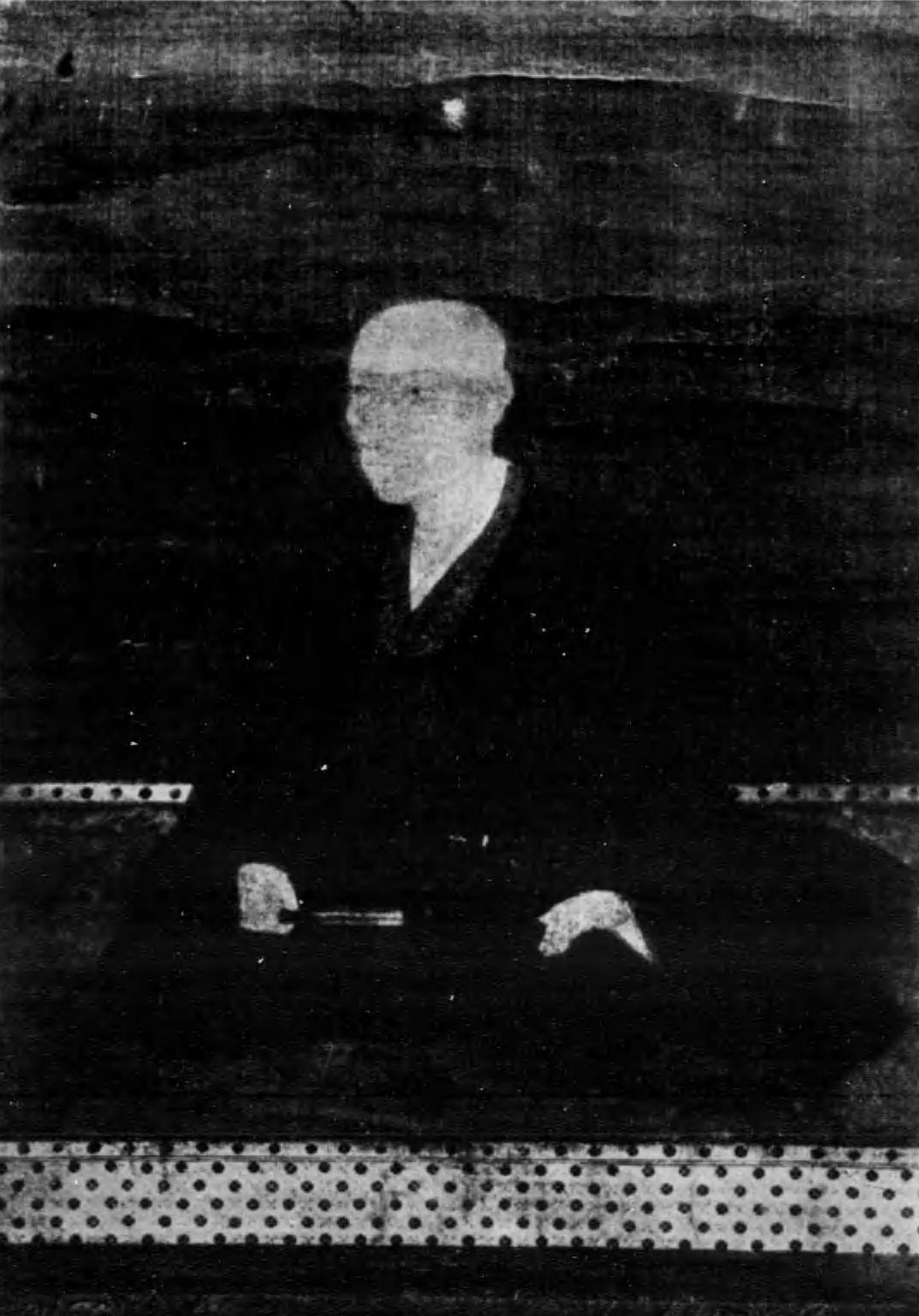
히지카타 가쓰히사

히지카타 가쓰히사(일본어: 土方雄久, 1553년 ~ 1608년 12월 19일)는 센고쿠 시대부터 에도 시대 초기까지의 무장, 다이묘이다. 엣추 누노이치번주, 노토 이시자키 번주, 시모사 다코 번 초대 번주를 지냈다. 원복 후 이름은 가쓰요시(雄良)였으며 후에 가쓰히사로 이름을 바꾸었다.
|  | 누노이치번 번주 (히지카타가) 1600년 ~ 1608년 | 후임 폐번 |

|  | 이시자키 번 번주 (히지카타가) 1608년 | 후임 폐번 |

| 전임 막부령(호시나 마사미쓰) | 제1대 다코 번 번주 (히지카타가) 1608년 | 후임 히지카타 가쓰시게 |